# Valle-di-Campoloro
Valle di Campoloro (E Valle di Campulori en langue corse) est une commune française située dans la circonscription départementale de la Haute-Corse et le territoire de la collectivité de  Corse.

## Géographie
Commune située dans la plaine orientale, en s'étendant vers l'ouest sur les contreforts de la chaine du massif Monte San Petrone culminant à 1767 m.
Traversée par la T 10 dans la plaine orientale et la D 330 sur les contreforts du Monte San Petrone. Au nord en limite de commune, Santa Maria Poggio et au sud Cervione.

## Urbanisme

### Typologie
Au 1er janvier 2024, Valle-di-Campoloro est catégorisée bourg rural, selon la nouvelle grille communale de densité à sept niveaux définie par l'Insee en 2022.
Elle est située hors unité urbaine et hors attraction des villes,.
La commune, bordée par la mer Méditerranée, est également une commune littorale au sens de la loi du 3 janvier 1986, dite loi littoral. Des dispositions spécifiques d’urbanisme s’y appliquent dès lors afin de préserver les espaces naturels, les sites, les paysages et l’équilibre écologique du littoral, tel le principe d'inconstructibilité, en dehors des espaces urbanisés, sur la bande littorale des 100 mètres, ou plus si le plan local d’urbanisme le prévoit.

### Occupation des sols
L'occupation des sols de la commune, telle qu'elle ressort de la base de données européenne d’occupation biophysique des sols Corine Land Cover (CLC), est marquée par l'importance des forêts et milieux semi-naturels (67,3 % en 2018), néanmoins en diminution par rapport à 1990 (69,8 %). La répartition détaillée en 2018 est la suivante : 
forêts (57,9 %), zones agricoles hétérogènes (21,1 %), cultures permanentes (8,6 %), milieux à végétation arbustive et/ou herbacée (8 %), zones urbanisées (2,6 %), espaces ouverts, sans ou avec peu de végétation (1,4 %), zones industrielles ou commerciales et réseaux de communication (0,5 %). L'évolution de l’occupation des sols de la commune et de ses infrastructures peut être observée sur les différentes représentations cartographiques du territoire : la carte de Cassini (XVIIIe siècle), la carte d'état-major (1820-1866) et les cartes ou photos aériennes de l'IGN pour la période actuelle (1950 à aujourd'hui).

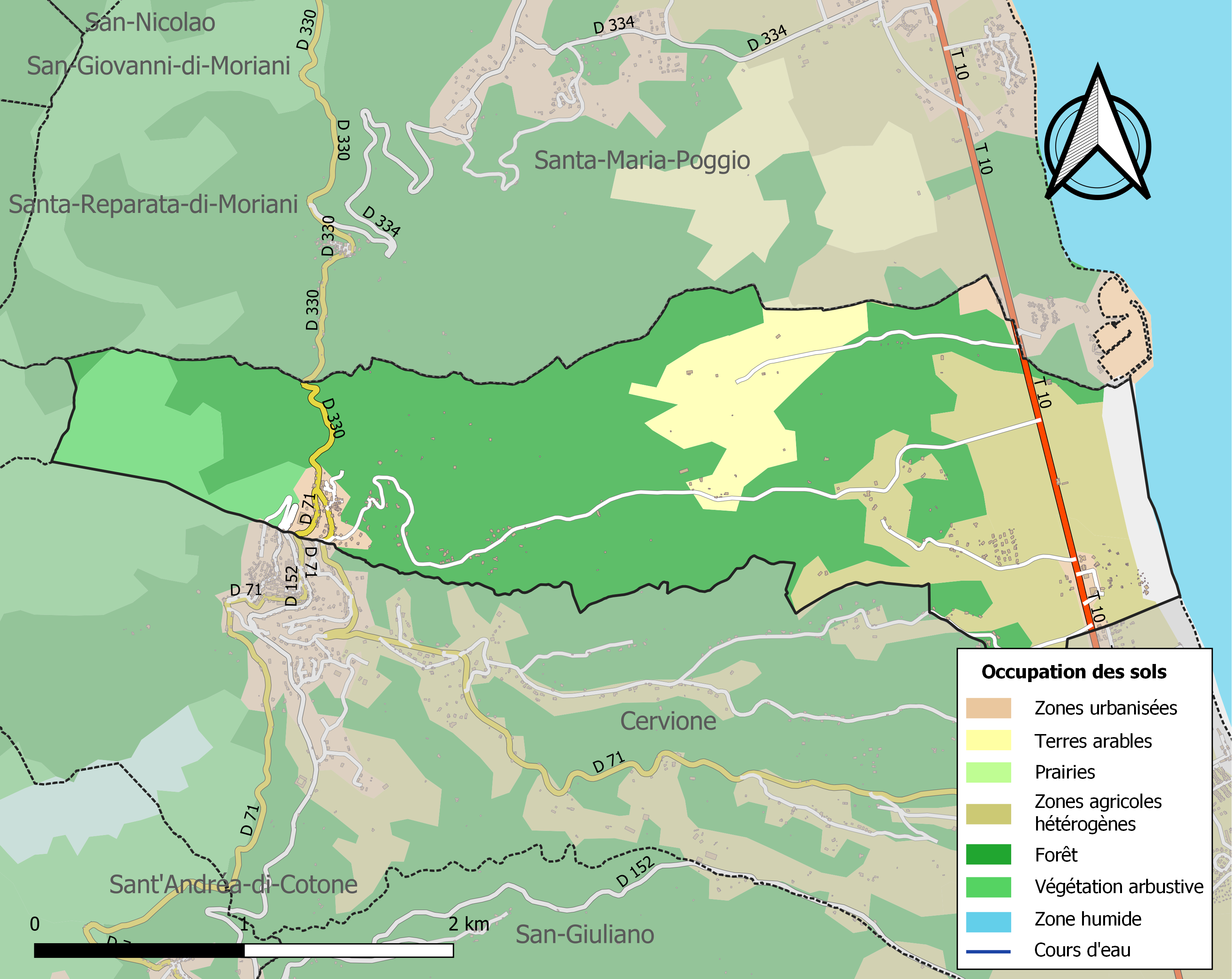
Carte des infrastructures et de l'occupation des sols de la commune en 2018 (CLC).

## Histoire
En 2001, Valle-di-Campoloro, et le hameau de Muchjetu, furent désignés deuxième village le plus fleuri de Haute-Corse.

## Politique et administration
| Période                                  | Période  | Identité              | Étiquette | Qualité  |
| ---------------------------------------- | -------- | --------------------- | --------- | -------- |
| 1862                                     |          | Frediani              |           |          |
| 1924                                     |          | Alexandre Scotti      |           |          |
| 1942                                     |          | Formicaccia           |           |          |
| 1956                                     |          | Jean Baptiste Folacci |           |          |
| 1977                                     |          | Camille Mazzieri      | DVG       |          |
| 1995                                     | 2001     | Charles Ciccoli       | PS        |          |
| 2001                                     | En cours | Simon Jean Riolacci   | DVD       | Retraité |
| Les données manquantes sont à compléter. |          |                       |           |          |

## Démographie
L'évolution du nombre d'habitants est connue à travers les recensements de la population effectués dans la commune depuis 1800. Pour les communes de moins de 10 000 habitants, une enquête de recensement portant sur toute la population est réalisée tous les cinq ans, les populations de référence des années intermédiaires étant quant à elles estimées par interpolation ou extrapolation. Pour la commune, le premier recensement exhaustif entrant dans le cadre du nouveau dispositif a été réalisé en 2007.

En 2022, la commune comptait 341 habitants, en évolution de −0,29 % par rapport à 2016 (Haute-Corse : +5,15 %, France hors Mayotte : +2,11 %).
| 1800 | 1806 | 1821 | 1831 | 1836 | 1841 | 1846 | 1851 | 1856 |
| ---- | ---- | ---- | ---- | ---- | ---- | ---- | ---- | ---- |
| 266  | 329  | 537  | 340  | 325  | 347  | 346  | 301  | 287  |

| 1861 | 1866 | 1872 | 1876 | 1881 | 1886 | 1891 | 1896 | 1901 |
| ---- | ---- | ---- | ---- | ---- | ---- | ---- | ---- | ---- |
| 304  | 357  | 320  | 275  | 307  | 290  | 249  | 258  | 254  |

| 1906 | 1911 | 1921 | 1926 | 2006 | 2007 | 2012 | 2017 | 2022 |
| ---- | ---- | ---- | ---- | ---- | ---- | ---- | ---- | ---- |
| 281  | 283  | 252  | 226  | 283  | 287  | 345  | 344  | 341  |

## Lieux et monuments

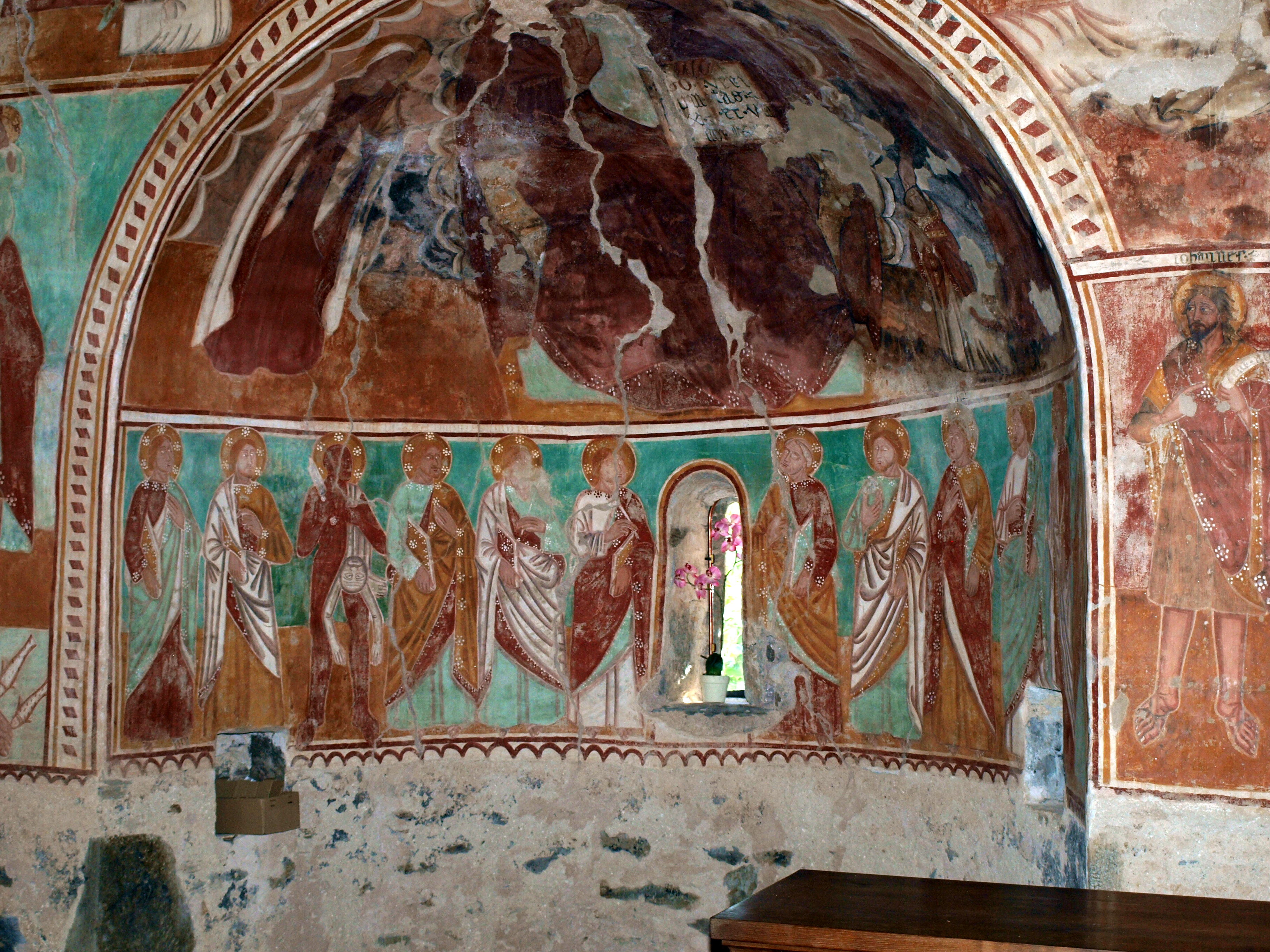
Fresque de l'église Santa Cristina, Valle-di-Campoloro, Corse.(Photo prise le 1er septembre 2010)

- Église Sainte-Christine : révélée en 1839 par Prosper Mérimée, classée monument historique en 1840[12], sa nef date du IXe siècle ; avec de splendides fresques.
- Église Saint-Augustin de Mucchietu, est inscrite à l'Inventaire général du patrimoine culturel[13].